# Wentworth Webster
Wentworth Webster   (Uxbridge, 16 de juny de 1828 - Sara, 2 d'abril de 1907) va ser un clergue anglicà, erudit i col·leccionista de contes populars del País Basc.

## Biografia
Després d'estudiar en una escola privada a Brighton, va ingressar al Lincoln College d'Oxford als 21 anys i es va graduar el 1852. El 1854, va començar com a diaca a la parròquia de Cloford, Somerset. Tot i que la seva fràgil salut va retardar la seva ordenació, es va convertir en sacerdot el 1861. Aleshores se li va permetre exercir el seu ministeri davant els anglesos residents a França.
Abans havia viatjat a Escòcia, Alemanya, Suïssa, les Açores, Rio de Janeiro i Buenos Aires. De 1862 a 1863, va viatjar a Egipte abans d'establir-se al sud-oest de França. Va ser tutor al municipi de Banheràs de Bigòrra on va conèixer la seva futura esposa. Finalment, va servir com a primer capellà de la nova església anglicana establerta a Sant Joan Lohitzune entre 1869 i 1882. Durant aquells anys, va tenir quatre noies i un nen que parlaven tots amb fluïdesa el basc. Durant la seva estada, va recollir contes tradicionals bascos de la gent local. Amb l'ajuda de l'erudit basc Julien Vinson, va publicar aquestes històries en la primera edició de les seves Llegendes Basques el 1877. Per tal de fer-ho, es va apuntar literalment les llegendes que li explicaven els ancians dels voltants de Sara i, després, les va traduir i adaptar a l'anglès.
Webster publicava regularment llibres, inclòs un llibre sobre Espanya titulat Espanya. El 1882 va dimitir del seu càrrec a la parròquia de Sant Joan Lohitzune i s'instal·là a Sara, al cor de Lapurdi. Va continuar escrivint articles religiosos i erudits sobre el País Basc tant per a revistes britàniques com per a les regionals. Sovint va viatjar als països veïns on va conèixer molts dels seus amics, entre ells Antoine d'Abbadie. També va rebre nombrosos visitants, entre els quals William Ewart Gladstone, el primer ministre britànic de l'època. El 1901 va escriure Les Loisirs d'un étranger en Pays basque .
El març de 1907, el rei Eduard VII va anar a Sara per assistir a una partida de pilota basca jugada en el seu honor. Tanmateix, Webster, massa afeblit per la malaltia, no va poder saludar-lo. Wentworth Webster va morir el 2 d'abril de 1907 mentre redactava un article sobre el País Basc per a l'Encyclopædia Britannica.

## Obres
- Basque Legends, Londres, Griffith i Farran, 1877.
- Col·lecció Espanya, països estrangers i colònies britàniques, Simpson Low, Londres, 1882.
- Grammaire cantabrique basque par Pierre d'Urte (1712), publicat per Wentworth Webster, Bagnères-de-Bigorre, 1900.
- Les Loisirs d'un étranger au Pays basque, Châlons-sur-Saöne, Imprimerie française et orientale E. Bertrand, 1901.